# Славковська брама в Кракові
Славковська брама ( Кравецька) (пол. Brama Sławkowska) — одна з краківських брам, була частиною міських укріплень, зведених на межі XIII-XIV століть. Зруйнована на початку ХІХ ст. Поряд із Флоріанськими воротами, була другим за важливістю в’їздом до міста.

## Історія

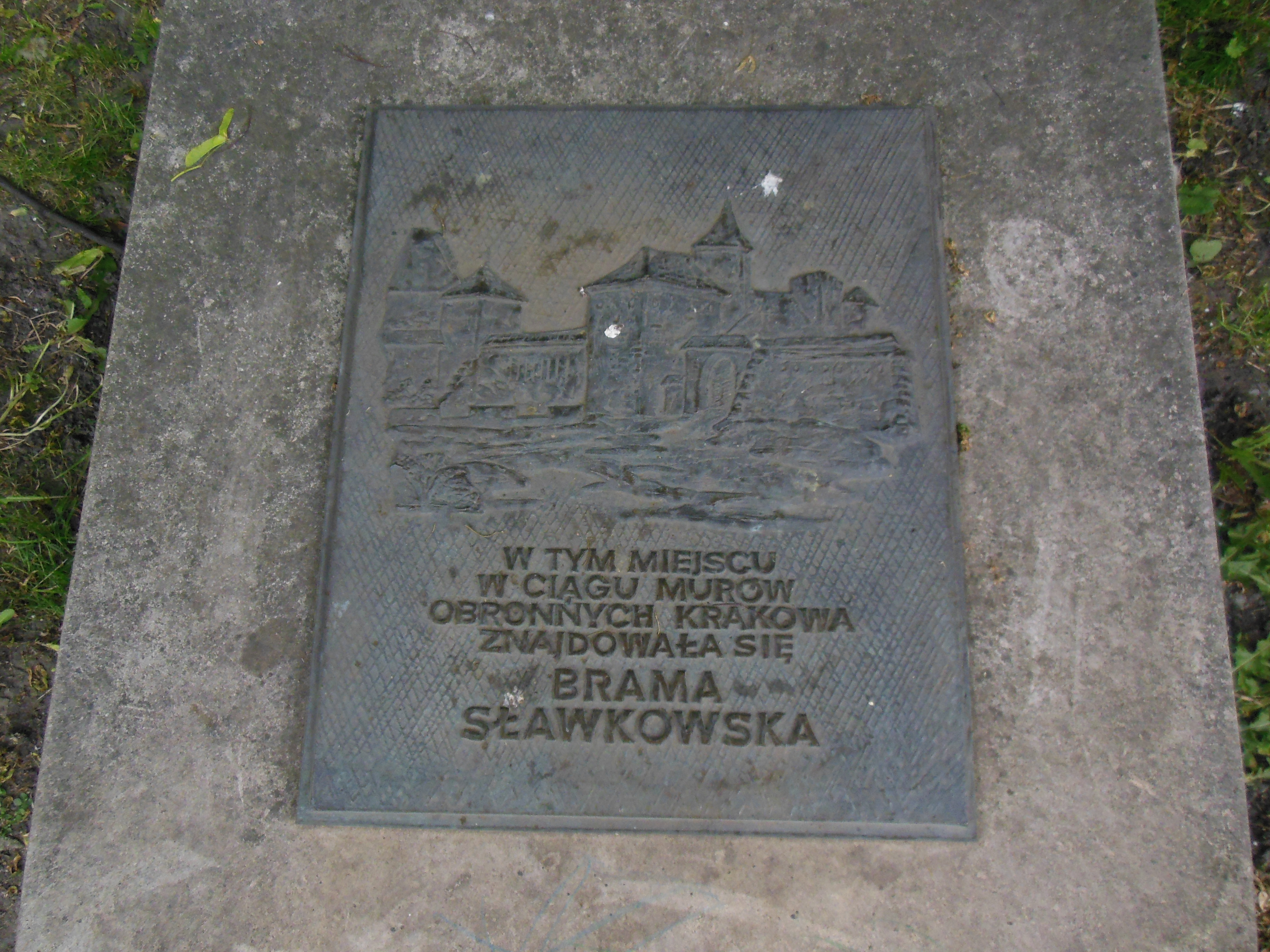
Постамент на честь Славковської брами

Будівництво міських укріплень розпочалося після проголошення локаційного акту 1286 року. Споруду Славковської брами почали зводити в ранній період фортифікації міста на межі XIII-XIV століть. Це була одна з восьми брам у Кракові, поряд із Флоріанською, Ґродською, Віслинською, Миколайською(різницькою), Шевською, Новою та Бічною. Брама мала горловину з бастіоном, який виступав на передній план. Через рів було перекинуто підйомний міст. У надбрамній вежі жив рурмістр (наглядач за міськими трубами і каналізацією), а в XVI столітті тут розміщувався спостережний пункт із сурмачем. У 1626 році брама була озброєна в 5 гаківниць, 4 мушкети, 8 півгаківниць . Доглядом за брамою займався цех кравців, звідки пішла її друга назва. Брама, як і більша частина краківської фортифікаційних укріплень, була зруйнована на початку ХІХ ст.